# Phosphaticola gemmatella
Phosphaticola gemmatella ist ein Schmetterling (Nachtfalter) aus der Familie der Prachtfalter (Cosmopterigidae).

## Merkmale
Die Falter erreichen eine Flügelspannweite von 11 bis 12 Millimeter. Der Kopf ist ockerfarben grau und an den Seiten weiß. Die Fühler sind graubraun und in der ersten Hälfte weiß geringelt. Thorax und Tegulae sind ockerfarben grau und hinten etwas fahler. Die Vorderflügel sind gelblich grau und mehr oder weniger stark grau beschuppt, vor allem am Flügelinnenrand. Das basale Viertel ist ockerfarben grau, daran schließt sich eine undeutliche weiße Binde an. An der Costalader befindet sich bei 3/4 der Vorderflügellänge ein großer grauer Fleck, der bis zum Innenwinkel verläuft und schmaler wird. In Richtung des Apex schließt sich eine breite weiße Binde an, deren äußerer Bereich mit ockerfarbenen Schuppen durchsetzt ist. An der Costalader und am Flügelinnenrand ist sie graubraun umrandet. Zur Zeichnung gehören vier höckerartige, bronzefarben schimmernde Flecke. Diese glänzen golden und blau und sind schwarz umrandet. Der erste befindet sich bei 1/3 der Vorderflügellänge unterhalb der Analfalte. Der zweite befindet sich unterhalb der Costalader und ist etwas in Richtung Flügelspitze verschoben. Der dritte befindet sich in der Flügelmitte bei 2/3 der Vorderflügellänge. Der vierte und kleinste liegt über dem Innenwinkel. Die Fransenschuppen sind weißlich, vor dem Innenwinkel befindet sich eine breite graubraune Linie. Die Hinterflügel schimmern orangegrau, die Costalader ist an der Basis weiß. Die Fransenschuppen sind ockerfarben braun. Das Abdomen ist dorsal fahlgelb, das erste Segment und die basale Hälfte des zweiten Segments sind gräulich.
Bei den Männchen sind die Brachia lang, asymmetrisch und länger als das Tegumen. Das linke Brachium ist länger als das rechte und mit einer apikalen Ausstülpung versehen. Die Valven sind ziemlich kurz und spatelförmig. Die Valvellae sind keulenförmig und gleich groß. Der Aedeagus ist groß und in der Mitte gekrümmt. Die Juxta ist spärlich mit kleinen Nadeln besetzt.
Bei den Weibchen sind die Apophyses posteriores anderthalb mal so lang wie die Apophyses anteriores. Der vordere Rand des 8. Tergits hat eine V-förmige Einbuchtung. Das Sterigma ist dreieckig und stark sklerotisiert. Der Ductus bursae ist schmal und etwa halb so lang wie das Corpus bursae. Das Corpus bursae ist ziemlich groß und birnenförmig und hat zwei längliche Signa.

## Verbreitung
Phosphaticola gemmatella ist in Tunesien beheimatet.

## Biologie
Die Lebensweise der Art ist unbekannt. Die Falter wurden Anfang Februar gesammelt.